# Eparchia di Biškek e del Kirghizistan
L'eparchia di Biškek e del Kirghizistan (in kirghiso Бишкек жана Кыргызстан епархия?, Bişkek jana Kırgızstan eparxiya; in russo Бишкекская и Кыргызстанская епархия?, Biškekskaja i Kyrgyzstanskaja eparchija) è stata eretta il 27 luglio 2011 per decisione del Santo Sinodo della chiesa ortodossa russa ricavandone il territorio dall'eparchia di Tashkent, contestualmente alla creazione del distretto metropolitano dell'Asia centrale, di cui è entrata a far parte. La nuova eparchia riunisce le parrocchie ortodosse presenti nel territorio del Kirghizistan ed ha sede a Biškek, dove si trova la cattedrale della Resurrezione.